# Мудрий Василь Миколайович
Василь Миколайович Мудрий (псевдо «Вавринич»; 19 березня 1893, с. Вікно, тепер Чортківський район, Тернопільщина, Україна — 19 березня 1966, Нью-Йорк) — український громадський і політичний діяч, журналіст, віцемаршал Сейму Польщі, віцепрезидент УГВР.

## Життєпис
Народився в с. Вікно Скалатського повіту, Королівства Галичини та Володимирії.
З 1912 р. навчався на філософському факультеті Львівського університету. З 1913 р. — член управи Українського студентського союзу і Львівської Академічної громади. 1917 р. переїхав на Наддніпрянську Україну; вів курси української мови, літератури та історії в м. Проскурові. З 1918 р. — завідувач земських шкіл і комісар освіти Проскурівського повіту. У 1920 р. повернувся до Галичини, де брав участь в організації Львівського таємного українського університету; з 1922 р. — його секретар.
У міжвоєнний період Василь Мудрий також очолював або був активним учасником діяльності громадських організацій, що є підтвердженням його великих організаторських здібностей. Це, зокрема, Комітет будови надгробного пам'ятника Іванові Франку, Діловий комітет Українського громадського комітету рятунку України (ДК УГКРУ), Товариство письменників і журналістів ім. І. Франка (ТОПІЖ).
У період 1921—1931 років — член Головної управи товариства «Просвіта», з 1932 р. — заступник його голови. З 1923 р. — співробітник у газеті «Діло»; з 1927 р. — її головний редактор. 1925 р. — один із засновників Українського національно-демократичного об'єднання (УНДО), з 1926 р. — перший заступник його голови, з 1935 р. — голова. У 1930-х рр. проводив політику т. зв. «нормалізації» українсько-польських відносин; у 1935 р. обраний депутатом польського сейму і головою Української Парляментарної Репрезентації. У 1939—1941 рр. жив у м. Кракові. У червні 1941 року став секретарем УНК у Кракові. Протягом 1941—1944 рр. жив у м. Львові. Член Великого Збору УГВР (11—15 липня 1944), де обраний першим віцепрезидентом. З осені 1944 року — на еміграції в Німеччині, де очолював Центральне представництво української еміграції, був заступником голови Виконавчого органу Української Національної Ради. 1949 р. виїхав до США; жив у м. Нью-Йорку, працював в Українському конгресовому комітеті Америки (УККА; у 1953—1966 рр. — його виконавчий директор); пізніше був головою Об'єднання українців в Америці «Самопоміч» і редактором його друкованого органу «Новий світ». З 1953 р. — дійсний член Наукового товариства імені Шевченка, член його Головної Ради.
Помер у 19 березня 1966 року.

## Наукові праці та нариси
- «Боротьба за огнище української культури на західноукраїнських землях» (1923);
- «Українське національно-демократичне об'єднання і його національне середовище» (1929);
- «Лихоліття України» (1933);
- «Український університет у Львові, 1921—1924» (1948); (один з примірників можна знайти в фонді спеціальних колекцій бібліотеки УКУ у Львові)
- «Іван Франко як громадський діяч» (1957).

Публікував також численні статті в західноукраїнській пресі (до 1939 р.) і пресі української діаспори.